# Viktor Fuchs
Viktor von Fuchs (25. října 1840 Vídeň – 29. září 1921 Hall in Tirol) byl rakouský křesťansko sociální politik, v závěru 19. a počátku 20. století poslanec Říšské rady, v poválečném období poslanec rakouské Národní rady.

## Biografie
Vychodil národní školu a gymnázium a absolvoval Vídeňskou univerzitu, kde získal titul doktora práv. Působil od roku 1872 ve Vídni jako dvorní a soudní advokát. Angažoval se politicky. Od roku 1878 byl poslancem Salcburského zemského sněmu.
Politicky byl stoupencem konzervativních politických sil. Po volbách roku 1879 se uvádí jako konzervativní poslanec. V listopadu 1881 přešel do nově utvořeného Liechtensteinova klubu (oficiálně Klub středu), který byl více katolicky, sociálně reformně a centristicky orientovaný. Po volbách roku 1885 se řadil mezi poslance z tzv. Lienbacherovy skupiny. V roce 1887 je ovšem již opět zmiňován jako člen Liechtensteinova klubu.
V listopadu 1895 přešel na Říšské radě do nové poslanecké frakce Katolické lidové strany. později patřil ke Křesťansko sociální straně Rakouska.
V 70. letech 19. století se zapojil i do celostátní politiky. Ve volbách do Říšské rady roku 1879 získal mandát v Říšské radě (celostátní zákonodárný sbor) za velkostatkářskou kurii v Salcbursku. Mandát za ni obhájil i ve volbách do Říšské rady roku 1885. Ve volbách do Říšské rady roku 1891 byl zvolen za kurii venkovských obcí, obvod St. Johann, Tamsweg, stejně jako ve volbách do Říšské rady roku 1897 a volbách do Říšské rady roku 1901. Uspěl rovněž ve volbách do Říšské rady roku 1907, konaných poprvé podle všeobecného a rovného volebního práva, kdy byl zvolen za obvod Salcbursko 7. Usedl do poslanecké frakce Křesťansko-sociální sjednocení. Mandát zde obhájil ve volbách do Říšské rady roku 1911, kdy usedl do klubu Křesťansko-sociální klub německých poslanců. V době zahájení zasedání parlamentu po volbách roku 1911 byl nejstarším členem sněmovny. Ve vídeňském parlamentu setrval až do zániku monarchie a nepřetržitě tak byl poslancem 39 let. V období let 1898–1900 byl předsedou Poslanecké sněmovny Říšské rady.
K roku 1911 se profesně uvádí jako dvorní a soudní advokát a viceprezident komise pro kontrolu státního dluhu. V čele této komise stál v letech 1897–1906. V roce 1902 byl povýšen do šlechtického stavu.
Po válce zasedal v letech 1918–1919 jako poslanec Provizorního národního shromáždění Německého Rakouska (Provisorische Nationalversammlung).